# Multinomialverteilung
Die Multinomialverteilung oder Polynomialverteilung ist eine Wahrscheinlichkeitsverteilung in der Stochastik. Sie ist eine diskrete Wahrscheinlichkeitsverteilung und kann als multivariate Verallgemeinerung der Binomialverteilung aufgefasst werden. Sie hat in der Bayesschen Statistik als konjugierte A-priori-Verteilung die Dirichlet-Verteilung.

## Definition und Modell
Seien {\displaystyle n,k\in \mathbb {N} _{0}} und {\displaystyle p_{1},\dotsc ,p_{k}\in [0,1]} mit {\displaystyle p_{1}+\dotsb +p_{k}=1}. Dann ist die Zähldichte der Multinomialverteilung {\displaystyle M(n,(p_{1},\dotsc ,p_{k}))} gegeben durch
{\displaystyle f(n_{1},\dotsc ,n_{k})\;=\;{\begin{cases}{n \choose n_{1},\dotsc ,n_{k}}\;p_{1}^{n_{1}}\dotsm p_{k}^{n_{k}}{\text{,}}&{\text{wenn }}n_{1},\dotsc ,n_{k}\in \mathbb {N} _{0}{\text{ und }}n_{1}+\dotsb +n_{k}=n,\\0&{\text{sonst.}}\end{cases}}}.
Hierbei ist {\displaystyle {n \choose n_{1},\dotsc ,n_{k}}={\frac {n!}{n_{1}!\dotsm n_{k}!}}} der Multinomialkoeffizient.

## Anwendung und Motivation
Die Multinomialverteilung kann ausgehend von einem Urnenmodell mit Zurücklegen motiviert werden. In einer Urne sind {\displaystyle k} Sorten Kugeln. Der Anteil der Sorten Kugeln in der Urne ist {\displaystyle p_{i},(i\in \{1,\dotsc ,k\})}. Der Urne wird {\displaystyle n}-mal jeweils eine Kugel entnommen, ihre Eigenschaft (Sorte) notiert und die Kugel danach wieder in die Urne zurückgelegt.
Man interessiert sich nun für die Anzahl {\displaystyle x_{i}} der Kugeln einer jeden Sorte {\displaystyle i} in dieser Stichprobe. Da {\displaystyle (X_{1},\dotsc ,X_{k})} der Multinomialverteilung folgt, besitzt die Stichprobe {\displaystyle x_{1},\dotsc ,x_{k}} die Wahrscheinlichkeit:
{\displaystyle P(X_{1}=x_{1},X_{2}=x_{2},\dotsc ,X_{k}=x_{k})={\frac {n!}{x_{1}!\cdot x_{2}!\dotsm x_{k}!}}p_{1}^{x_{1}}\cdot p_{2}^{x_{2}}\dotsm p_{k}^{x_{k}}}.
Nimmt man eine Urne mit {\displaystyle k=6} Sorten Kugeln mit jeweils einer Kugel pro Sorte, so erhält man den klassischen Würfel: Man wirft diesen {\displaystyle n}-mal, hat dabei {\displaystyle k=6} mögliche Ausgänge und interessiert sich dafür, wie groß die Wahrscheinlichkeit dafür ist, dass {\displaystyle X_{1}} gerade {\displaystyle x_{1}}-mal auftritt, {\displaystyle X_{2}} gerade {\displaystyle x_{2}}-mal und so weiter. Weiter beschreiben die jeweiligen {\displaystyle p} die Wahrscheinlichkeiten der Würfelflächen und somit, ob es sich um einen fairen oder unfairen Würfel handelt.

## Eigenschaften

### Erwartungswert
Für jedes {\displaystyle i} ist die Zufallsvariable {\displaystyle X_{i}} binomialverteilt mit den Parametern {\displaystyle n} und {\displaystyle p_{i}}, hat also den Erwartungswert
{\displaystyle \operatorname {E} (X_{i})=np_{i}}

### Varianz
Für die Varianz gilt
{\displaystyle \operatorname {Var} (X_{i})=np_{i}(1-p_{i})}.

### Kovarianz und Korrelationskoeffizient
Die Kovarianz zweier Zufallsvariablen {\displaystyle X_{i}} und {\displaystyle X_{j}} mit {\displaystyle i\neq j} berechnet sich als
{\displaystyle \operatorname {Cov} (X_{i},X_{j})=-np_{i}p_{j}},
und für den Korrelationskoeffizienten (nach Pearson) folgt:
{\displaystyle \varrho (X_{i},X_{j})=-{\sqrt {{\frac {p_{i}}{1-p_{i}}}{\frac {p_{j}}{1-p_{j}}}}}}.

### Wahrscheinlichkeitserzeugende Funktion
Die multivariate wahrscheinlichkeitserzeugende Funktion ist
{\displaystyle m_{X}(t)=\left(\sum _{i=1}^{k}p_{i}t_{i}\right)^{n}}

## Beispiel
In einer Schulklasse sind 31 Schüler, 12 aus Dorf A, 11 aus Dorf B und 8 aus Dorf C. Jeden Tag wird ein Schüler ausgelost, der die Tafel wischen muss. Wie groß ist die Wahrscheinlichkeit, dass in einer Woche kein Schüler aus Dorf A, zwei Schüler aus Dorf B und 3 Schüler aus Dorf C die Tafel wischen müssen?
Es ist {\displaystyle n_{\mathrm {A} }=0,n_{\mathrm {B} }=2,n_{\mathrm {C} }=3} und {\displaystyle p_{\mathrm {A} }={\frac {12}{31}},p_{\mathrm {B} }={\frac {11}{31}},p_{\mathrm {C} }={\frac {8}{31}}}, da jeder Schüler gleich wahrscheinlich gezogen werden soll. Dann ist {\displaystyle M((0,2,3),p_{\mathrm {A} },p_{\mathrm {B} },p_{\mathrm {C} })={\frac {5!}{0!2!3!}}\left({\frac {11}{31}}\right)^{2}\left({\frac {8}{31}}\right)^{3}={\frac {10\cdot 11^{2}\cdot 8^{3}}{31^{5}}}\approx 0{,}022}

## Beziehung zu anderen Verteilungen

### Beziehung zur Binomialverteilung
Im Spezialfall {\displaystyle k=2} ergibt sich die Binomialverteilung, genauer ist {\displaystyle M(n,(p,1-p))} die gemeinsame Verteilung von {\displaystyle X} und {\displaystyle n-X} für eine {\displaystyle B(n,p)}-verteilte Zufallsvariable {\displaystyle X}.

### Beziehung zur multivariaten hypergeometrischen Verteilung
Die Multinomialverteilung und die multivariate hypergeometrische Verteilung sind miteinander verwandt, da sie aus demselben Urnenmodell hervorgehen. Einziger Unterschied ist, dass bei der multivariaten hypergeometrischen Verteilung ohne Zurücklegen gezogen wird. Die multivariate hypergeometrische Verteilung lässt sich unter gewissen Umständen durch die Multinomialverteilung approximieren, siehe hierfür den Artikel über die multivariate hypergeometrische Verteilung.